# 夏基縣 (密西西比州)
夏基縣（英語：Sharkey County）是美國密西西比州西部的一個縣。面積1,126平方公里。根据美國2000年人口普查，共有人口6,580人。縣治有二：羅靈福克（Rolling Fork）。
成立於1876年3月29日。縣名紀念臨時州長威廉·L·夏基 （William Lewis Sharkey）。